# 三界镇 (嵊州市)
三界镇，中国浙江省绍兴市嵊州市下辖的一个镇。
今嵊州市三界镇作为始宁中后期县治，明万历十五年（1507）《绍兴府志》载：“三界市，即汉始宁县址。”使人误以为从东汉建县始，三界即为始宁县治，如将“汉”改为东晋后，为始宁县址（治），则更为贴切和妥当。

## 行政区划
现辖：
三界社区、蒋镇社区、西后村、李宅村、白沙村、茶园头村、沈家湾村、沈塘村、上三村、沈湖村、八郑村、南街村、北街村、临虞村、车骑山村、盛岙村、叠石村、剡东村、嶀山村、祝岙村、谢塘村、南大村、任枫村、嶀浦村、长桥村、长桥一村、黄石村、杜联村、清水塘村、蒋镇村、大龚村、董龙村、友谊村、谢岙村、二溪村、前岩村、新西泉村、西杜村、袁岭村和福源村。